# Hệ phản ứng hai thành phần
Hệ phản ứng hai thành phần (tiếng Anh là Two Component Signal Transduction System hay viết tắt Two Component System) là tổ hợp của hai protein khác nhau giúp sinh vật phản ứng trước các tín hiệu của môi trường.
Tổ hợp này thường bao gồm:
1. Protein cảm biến: thường là một kinase có khả năng tự phosphoryl hóa chính mình tại vị trí histidine (gọi là histidine kinase) khi tiếp xúc với tín hiệu
2. Protein tiếp nhận: thường là một phosphatase để chuyển nhóm phosphate cao năng từ protein cảm biến đến domain nhận của mình. Khi đó, cấu hình không gian của protein tiếp nhận sẽ bị thay đổi và điều khiển chức năng của domain đầu ra. Sau khi thực hiện chức năng của mình, protein tiếp nhận giải phóng gốc phoshate vô cơ để trở về trạng thái ban đầu.

## Phân bố sinh giới
- Vi khuẩn
- Archae
- Sinh vật eukaryote đơn bào
- Nấm
- Thực vật bậc cao

## Các dạng tín hiệu tiếp nhận và kiểu phản ứng
- Đói dinh dưỡng: như nitrogen, phosphorus, carbon
- Trao đổi chất và năng lượng
- Chống virus
- Điều kiện môi trường khắc nghiệt: pH, áp suất thẩm thấu, chất lượng ánh sáng
- Con đường phát triển phức tạp: sinh bào tử, sinh tế bào dị biệt (swarmer cell)